# Докучаев переулок
Докуча́ев переу́лок — улица в центре Москвы в Красносельском районе между Большой Спасской улицей и улицей Маши Порываевой.

## Происхождение названия
Название возникло в XVIII веке по фамилии одного из домовладельцев.

## Описание
Докучаев переулок начинается слева от Большой Спасской, проходит на юго-восток и под аркой здания выходит на улицу Маши Порываевой. С 20 января 2014 года автомобильное движение разрешено только в сторону проспекта Академика Сахарова.

## Здания и сооружения
по нечётной стороне:
- № 17 — Жилой дом. Здесь жил архитектор В. Д. Глазов.

по чётной стороне:
- № 10 — бывший доходный дом Рихтер, был построен до 1910 года в стиле модерн с элементами неоклассики. Дом был снесён в 2022 году, под видом реконструкции его полностью разобрали, чтобы сделать подземную парковку для элитного жилого дома[1][2][3].
- № 12 — Домниковский училищный дом (на углу Домниковской улицы (ныне — улица Маши Порываевой) и Скорняжного переулка). Был построен в 1902 году по проекту архитектора М. К. Геппенера[4]